# Parris Goebel
Parris Renee Goebel (Auckland, 29 de outubro de 1991) também conhecida profissionalmente como  Parri$, é uma coreógrafa, dançarina e atriz neozelandesa. Seu grupo de dança chamado "The Royal Family" venceu o World Hip Hop Dance Championship por três vezes.

## Biografia
Goebel nasceu e cresceu em Manurewa, Auckland, Nova Zelândia, sendo a mais nova de quatro irmãos, filha de Brett e LeeAnn Goebel. Ela interessou-se por dança desde uma idade jovem e começou a ter aulas de Hip hop aos 10 anos. Aos 15 anos, ela e mais quatro amigas formaram o grupo de dança ReQuest. Inicialmente, seus ensaios eram realizados na garagem da tia de Goebel e mais tarde no armazém de seu pai. Após um ano ensaiando juntas, elas se apresentaram no Monsters of Hip Hop Dance Convention nos Estados Unidos e Goebel foi selecionada para dançar na apresentação final da convenção. Posteriormente, ela deixou a Auckland Girls' Grammar School para se concentrar na dança.
Goebel e seu pai, que também é seu gerente, trabalham atualmente no estúdio intitulado The Palace Dance Studio em Auckland.

## Carreira
Em 2012, Goebel estreou na série de televisão  America's Best Dance Crew e no programa Dancing With the Stars versão australiana. Ela então trabalhou com Jennifer Lopez em sua turnê e se apresentou com ela no final da temporada onze do programa American Idol no mesmo ano. Mais tarde, passou a coreografar e ter um papel no filme de dança estadunidense Step Up: All In, que foi lançado em 8 de agosto de 2014. Em 2015, Goebel lançou seu primeiro filme de hip hop intitulado Born to Dance na Nova Zelândia, onde a mesma foi a principal coreógrafa. O filme teve a participação do vencedor do programa Australian Idol de 2009, Stan Walker.
Goebel já trabalhou com diversos artistas incluindo Little Mix, Justin Bieber, Rihanna, Janet Jackson, Jennifer Lopez, Nicki Minaj, BIGBANG, 2NE1, 4minute, iKON,G-Dragon, Taeyang,Ciara e Black Pink. Seu trabalho inclui coreografias e aparições em vídeos musicais e filmes. Um de seus trabalhos mais notáveis foi a coreografia para o vídeo da canção "Sorry" de Justin Bieber, que em março de 2017, é o segundo vídeo mais assistido do Youtube com mais de 2 bilhões de visualizações. Goebel passou a coreografar e dirigir todos os treze vídeos do projeto “Justin Bieber – Purpose: The Movement”. Estes vídeos totalizaram mais de 3.5 bilhões de visualizações combinadas. Goebel também coreografou o clipe da canção "Touch (canção de Little Mix)" do grupo britânico "Little Mix" dirigido por "Director X" e participou no video da musica "Level up" da Ciara

### Música
Em 8 de agosto de 2016, Goebel lançou seu primeiro vídeo musical para a canção "Friday", extraído de seu EP Vicious. Mais tarde, em agosto de 2016, ela lançou um vídeo musical para "Nasty", que também é destaque do EP.

### Estilo
Goebel é conhecida por seu estilo particular, conhecido como polyswagg. Como ela descreve, seu estilo é baseado em "ouvir, respirar e viver a música". E se baseia em inspirações musicais do estilo dancehall.

## Prêmios
| Ano  | Prêmio                                 | Categoria                                                  | Resultado | Ref.   |
| ---- | -------------------------------------- | ---------------------------------------------------------- | --------- | ------ |
| 2006 | Special Recognition Award              | Arts Pasifka Awards                                        | Venceu    | [ 7 ]  |
| 2009 | Street Dance New Zealand Choreographer | —                                                          | Venceu    | [ 8 ]  |
| 2009 | Dancer of the Year awards              | —                                                          | Venceu    | [ 8 ]  |
| 2014 | World Of Dance Awards                  | Coreógrafa do Ano                                          | Indicado  | [ 9 ]  |
| 2015 | Variety Artists Club of New Zealand    | Prêmio Top Artista de Variedade                            | Venceu    | [ 10 ] |
| 2015 | Women of Influence Awards              | Líder Jovem (categoria Nova Zelândia)                      | Venceu    | [ 11 ] |
| 2016 | World of Dance Awards                  | Coreógrafa Feminina do Ano                                 | Venceu    | [ 12 ] |
| 2016 | World of Dance Awards                  | Performance ao Vivo do Ano                                 | Venceu    | [ 12 ] |
| 2016 | TVNZ Fair Go Ad Awards                 | Pior Anúncio de 2016 (Coreografia para o New Zealand Post) | Venceu    | [ 13 ] |
| 2020 | 2020 New Year Honours                  | Member of the New Zealand Order of Merit                   | Venceu    | [ 14 ] |

## World Hip-Hop Dance Championship
Equipes do The Palace Dance Studio e seus registros na competição anual.
| Nome da Equipe | ReQuest | Sorority    | Bubblegum | Royal Family | Misfits     | In-Laws | Duchesses | Kings | Royal Family Varsity | Kingsmen |
| Ano de criação | 2007    | 2010        | 2010      | 2011         | 2012*       | 2012*   | 2014      | 2015* | 2016                 | 2017     |
| -------------- | ------- | ----------- | --------- | ------------ | ----------- | ------- | --------- | ----- | -------------------- | -------- |
| 2009           | Ouro    | —           | —         | —            | —           | —       | —         | —     | —                    | —        |
| 2010           | Ouro    | Bronze      | Finais    | —            | —           | —       | —         | —     | —                    | —        |
| 2011           | Prata   | Ouro        | Ouro      | Ouro         | —           | —       | —         | —     | —                    | —        |
| 2012           | —       | Prata       | Ouro      | Ouro         | Semi-finais | —       | —         | —     | —                    | —        |
| 2013           | —       | Bronze      | Prata     | Ouro         | —           | —       | —         | —     | —                    | —        |
| 2014           | —       | Semi-finais | Bronze    | —            | —           | —       | Prata     | —     | —                    | —        |
| 2015           | —       | Finais      | Finais    | Prata        | —           | —       | Finais    | —     | —                    | —        |
| 2016           | —       | —           | Bronze    | —            | —           | —       | —         | —     | Bronze               | —        |
| 2017           | —       | Semi-finais | Finais    | —            | —           | —       | —         | —     | Semi-finais          | —        |
| 2018           | —       | —           | Finais    | —            | —           | —       | —         | —     | —                    | —        |
| 2019           | —       | —           | —         | Finais       | —           | —       | —         | —     | —                    | —        |

* Denota equipes que encerraram suas atividades.

## Turnês
| Ano       | Título                       | Membros | Países | Status     |
| --------- | ---------------------------- | --- | --- | ---------- |
| 2014/2015 | Skulls & Crowns              | Parris Goebel, Kirsten Dodgen, Kaea Pearce, Shyvon Campbell, Kyra Aoake, Kiel Tutin, Todd Williamson, Bianca Ikinofo, Onyeka Alice, Alexandra, Christa Albert...                                                                                           | Espanha, Estados Unidos, França, Itália; | Finalizada |
| 2017      | Honour The Crown             | Parris Goebel, Kirsten Dodgen, Kaea Pearce, Kyra Aoake, Corbyn Taulealea-huch, Maddie Hale, Rurhy Pearce, Althea Strydom, Martina Toderi, Ling Zhang, Justyce Petelo, Eshra Arvust, Jacob Filipe, Simon Turangatau...                                      | Alemanha, Holanda, Israel, Itália, Malásia, Nova Zelândia, Reino Unido, Suiça;                                                                 | Finalizada |
| 2017      | Parris Project World Tour 17 | Parris Goebel, Kirsten Dodgen, Kaea Pearce, Kyra Aoake, Corbyn Taulealea-huch, Maddie Hale, Rurhy Pearce, Althea Strydom, Martina Toderi, Ling Zhang, Zena, Justyce Petelo, Eshra Arvust, Jacob Filipe, Simon Turangatau...                                | Alemanha, Argentina, Austrália, Brasil, China, Espanha, Grécia, Filipinas, Holanda, Inglaterra, Israel, Itália, México, Nova Zelândia, Russia; | Finalizada |
| 2018      | Asia Tour                    | Kirsten Dodgen, Corbyn Taulealea-huch, Maddie Hale,Ling Zhang, Isla Potini, Teesha Siale, Pearl Tekuru, Giverny Hing, Azaria Ieriko, Cullen Neale, Justyce Petelo, Eshra Arvust, Jacob Filipe, Simon Turangatau...                                         | Indonésia, Malásia, Taiwan; | Finalizada |
| 2019      | Europe Tour 2019             | Kirsten Dodgen, Corbyn Taulealea-huch, Ruthy Pearce, Ling Zhang, Isla Potini, Teesha Siale, Pearl Tekuru, Isabella Shontae, Azaria Ieriko, Cullen Neale, Justyce Petelo, Eshra Arvust, Jacob Filipe, Simon Turangatau... Guest: Parris Goebel, Kaea Peace; | Alemanha, Grécia, Países Baixos, Inglaterra, Itália;                                                                                           | Finalizada |
| 2020      | Australian Tour 2020         | — | Austrália; | Adiada     |